# تشخیص موسیقی نوری

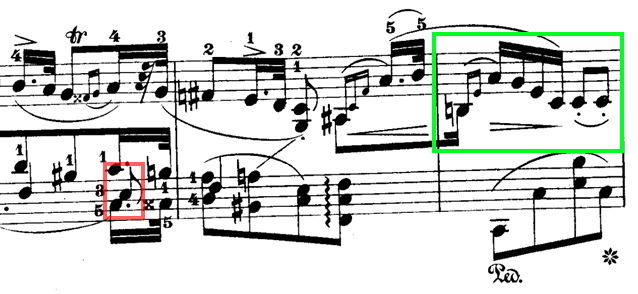
تشخیص موسیقی نوری

تشخیص موسیقی نوری (انگلیسی: Optical music recognition (OMR)) یا اوسی‌آر موسیقی نوعی نویسه‌خوان نوری است که صفحه‌های موسیقی به قالبی قابل ویرایش یا نمایش تبدیل می‌کند. هنگامی که به صورت دیجیتالی درآمد، موسیقی می‌تواند به قالب‌های رایج از قبیل Midi (برای پخش) و MusicXML (جهت طرح‌بندی صفحه) ذخیره شود.